# Свинички говор
Свинички говор спада у говоре призренско-тимочког дијалекта српског језика. Њиме говоре становници места Свиница у Банатској клисури. Према Павлу Ивићу од српских говора у Румунији, поред свиничког, призренско-тимочком дијалекту припадају и карашевски говори. Свинички говор се одликује многим архаичним особинама, како у фонетици тако и у морфологији, због чега спада међу најархаичније српске говоре. Становници Свинице на свом говору себе називају Свиничање, а према народном предању један део становника је пореклом из Карашева, други из Јабуке у данашњој Бугарској и трећи из Крајине. Свиница је старо насељено место, а као тврђава помиње се 1437. године. Тврђаву Три куле, чије се рушевине и данас виде на ушћу реке Стариште, подигао је у 16. веку бан карансебешки и лугошки Србин Петар Петровић. Свиничани говоре свинички у ужим круговима интерне комуникације, што пре свега подразумева саговорнике који су блиски по сродству или по пријатељству.

## Фонетске особине

### Вокали
У свиничком говору уочено је пет монофтонга који постоје и у стандардном српском језику (а, е, и, о и у) као и полугласник ә, вокално р и вокално л.
- вокал а јавља се у свим позицијама речи, иницијална, медијална и финална: артѝје, авлѝја, такa, прaска, фaла, здрaва, лoза, пuшћа.
- вокал е је присутан у свим позицијама: енe, суђeлнице, орeси, сeћ’е, пaне, цoле, ћ’ѝне се за јeло.
- вокал и се јавља на почетку, средини и крају речи:  исплнила, исплну, ѝду, ћ’ѝзме, коћ’ѝне, бѝл, винoграда, фмелѝја, орeси, опѝнци.
- вокал о се бележи свуда у оквиру речи: o(в)де, oна, Божѝк’, вoда, звoнỳ, Босѝлка, млoго.
- вокал у је присутан свуда у оквиру речи: унỳк, бỳsе, буђ’елaр, сỳнћ’оглед, лỳк, звонỳ, нeму.

Артикулација монофтонга одговара артикулацији ових гласова у стандардном српском језику, с тиме да она може бити померена, односно затворенија, нарочито када се уочени вокали налазе у неакцентованој позицији, али и тада вокали чунвају боју (не долази до редукције неакцентованих вокала до шва) Редукција не иде до губљења основних вокалских особина. Затвореност вокала се пре свега односи на вокале задњег реда (о,у) али и остале вокалске јединице могу имати нешто затворенији статус у одређеним позицијама.
Супституција вокала је забележена у неким примерима, која може бити последица аналогије, асимилације/дисимилације или неких нејезичких чинилаца, као и морфолошке природе.
- и>е: кoсел’и трaву
- о>у: крумпѝр
- у>о: форỳна, ел’aл’а да се oда за ћ’овeка
- и>е: ућ’ѝнео; пре нeке пỳт; фамелѝја
- е>а: дoђ’а дрỳга екѝпа; смо жњaли
- а>е: ветрењeча, мeтер, ш’eпка, ѝљеду
- и>у: ућ’ѝнул’и
- а>и: опѝнци
- и>у: костỳм
- е>и: премѝстамо, кицeље

Постоје и покретни вокали, односно који имају форму са вокалом у финалној позицији, ова појава среће се код прилога.
- ꬿ : e – прилози кад и сад забележени су у облицима кaде, сaде
- ꬿ : a : e – прилог отуд(а) забележен је у варијанти отỳде
- ꬿ : a – прилог напред доследно има облик напрѐда
- ꬿ : a – прилог сәд има и облик (ређе) сәда

Прилог одозго забележен је у облику озгoра.
Вокалске групе у свиничком говору забележене су у одређеном броју примера, а настале су као последица различитих језичких механизама. Разликујемо самогласничке групе које су:
- настале испадањем сонанта ј:
  - АУ: ме знaу, да ме дaу у шкoлу, oдма те продaу, ж’eне ж’њaу
  - ИИ: чѝи
- настале испадањем сонанта в:
  - АИ: прaил’и
- веома фреквентна вокласка група је АЕ: двaес и двe гoдине, петнaес, једанaес, деветнaес, шеснaес, тринaес гoдине[3]
- остало:
  - АО: знaо, дaо – насупрот примерима који паралелно егзистирају и сведоче о чувању финалног л: знaл’, дaл’

Постоји и контракција вокала у медијалним вокалским групама. Ова појава није тако честа због чувања финалног л које није прешло у о, али је забележена у одређеном броју примера:
- ео>о: вѝдо, ỳзо
- ао>о: рeко, ѝш’о, дoш’о

Забележено је сажимање финалне вокалске групе ао у о, у примеру ко. Такође, постоји сажимање два вокала е у одричним облицима глагола јесам у прзенту: нeсам, нeсмо; потом нeмам, нeмаш’, нeма. Облик oн је бѝл’ ж’eњет сведочи о аферзи, односно испадању неакцетованог иницијалног о (облик ожењен).
У свиничком говору постоје полугласници које је Нина Судимац, у свом раду о говору Свинице, бележила као ә без обзира на његову нијансу. 
- полугласници који се налазе под акцентом: дән, лән, онәј, тәнко, овәск, овәс, рәж’, пәс, пәњ, пәње, ж’әмња, рућ’әк, тәнко, тәнка, добәр[4]
- акценат није на полугласнику: лəж’ѝца, тəгa

Примарни полугласник бележи се у примерима: дән, лән, онәј, тәнко, овәск, овәс, рәж’, пәњ, пәње, рућ’әк, тәнко. Секундарни полугласник се налази у облику пәс у значењу пас, појас; такође, и у облику добәр присутан је секундарни полугласник (стсл, добръ). Облик ж’әмња у изговору се јавља и у варијанти жамња, у првом примеру реч је о чувању полугласника, у другом о вокализацији.
Једна од архаичних особина свиничког говора је сачувано и живо вокално л  у придевима, глаголима, али и у појединим именицама. Примери су: ж’лт, исплнила, исплну, плн, смлз, нaјдлг. Честе су варијанте ових примера које сведоче о рефлексу финалног л: әл, испəлну, пəлн. У облику јаболка слоготворно л је ол. Вокално л је сачувано и у карашевским говорима, али је изговор гласа л и његових варијанти доста недоследан, тако да једну исту реч говорник може изговарати на више начина.
Група vъ>у је присутна у говору Свинице, о чему сведоче примери: унỳк, унỳка, влeзу унỳтра. Облик влезу сведочи о чувању иницијалне групе vъ.
Сугласник р може имати силабичку функцију, а може се наћи и у иницијалној и медијалној позицији у речима, најчешће између два консонанта у оквиру речи. 
- иницијална позиција: рђав, рђаво[5]
- медијална позиција: мртав, први, црква, срце, ч’рн, ч’рна, Србин, свекрву, свекрва, брдо, крпе

Девокализација вокалног р бележи се у примерима: умрeл’и, умрeл’а, ‘мрeл’а, умрeл’, умрeо од гл’aда, ч’ервeн, ч’ервенa.

### Консонанти
Инвертаром и дистрибуцијом консонаната, говор Свинице разликује се од структуре стандардног српског језика. Судбина конасонаната у различитим позицијама, лексици, као и консонантских група, другачија је у односу на стандардни српски језик.
- сугалсник х, као и у већини српских говора, у изговору Свиничана је елиминисан у иницијалној позицији: иљада, иљаду и сто, ибрид, артије, оће, рапав, аљине, ајдук. У финалној позицији глас се изгубио у следећим примерима: гра(х), одма, смо имали бригу за њи. Супституција сугланика х сугласником в: мува, глув.
- сугланик ф, његов статус је нестабилан као и у већини српских говора, што је условљено његовим непостојањем у прасловенском времену и каснијим доласком у српски језик преко речи страног порекла, било да се у речи налази у иницијалној, медијалној или финалној позицији. Иницијална позиција: фамелија, фруштук, фестивалове, фуруна, фолклор, форма. Медијална позиција: инфаркт, трфој, професор. Финална позиција: шеф, штоф.
- артикулација сугласника ж и ш разликује се од артикулације фрикатива у стандардном српском језику. Ови гласови изговарају се знатно мекше у свиничком говору.
  - меко ж’: ж’ивотѝња, ж’ивeла, мỳж’, ж’eне, етaж’
  - меко ш’: нaш’а, комш’ѝја, ш’eтам, снaш’ка, на крeш’у, тeш’ко ми је[6]
  - супституција сугланика с сугласником ш: ш њом

У свиничком говору артикулација африката је другачија од оне у стандардном српском језику.
- код већине говорника егзистира систем у коме су присутне африкате ћ и ђ, и у оним позицијама у којима се очекује ч и џ. Присутне су фонеме ц и ѕ.
  - Џ = Ђ: ђ’eп, пeнђ’ер, вeл’ики ђ’aк, ђ’ѝп
  - Ч = Ћ: ћ’eта, Ћ’eда, ћ’oвек, кoл’aћ’, ћ’oрба, ћ’eкић, ћ’етѝри, ћ’арaпе, ћ’ѝзме, мрaћ’ан, ћ’eсма, ћ’aпа, кол’аћ’ѝка, ћ’ѝсти, вeћ’ер, рỳћ’ак, рућ’yк, рỳћ’ни рaд, покривaћ’, обић’aј, ћ’ѝрк
  - Ћ = Ћ: гaћ’е, кỳћ’а, ћ’eрка, ћ’eкић’, нoћ’у
  - Ђ = Ђ: ђ’aка, л’aђ’а, нaђ’ем, се нaђ’емо, ђ’aк, Ђ’ердaп, Ђ’ерманiја
  - Ц= Ц: пaл’ац, л’aнац, цвeт, цoл’е, дeца
- спорадично егзистира тврдо ч, чија артикулација није као у стандардном језику, али је тврђе од фонеме ћ, која је такође забележена код говорника. 
  - Ч = Ч: ч’oрба, кол’aч’, ч’етѝри, закљỳч’у, откљỳч’у, ч’ервенa, ч’ервeн
- спорадично се јављају и фонетске варијанте к и г.[7]
  - Ђ = Г / Ћ = К: Г’евг’ел’ѝја, лaг’а, лỳг’е, рг’аво; кỳк’у, Божѝк’, трeк’у гoдину

Миле Томић закључује да је африката ѕ у свиничком говору много боље сачуван него у осталим српским говорима, те да присуство овог африката у речима словенског порекла доказује да су га Свиничани имали у свом говору много раније и да им је контакт са румунским језиком помогао да тај африкат сачувају до данас.
- Ѕ: кукурỳs, sвездe, sвездa, орsoјка (жито), бỳsе (усне)
- забележене су варијанте са сугласником з: кукурỳз, звездa, звездe; као и са фонемом з: да ме звонѝ, мoји ме звонỳ.[8]

Сонант ј се углавном чува, а артикулација је условљена позицијом гласа у речима. Такође, бележи се постојање секумдарног ј, као и његово губљење у оним позицијама у којима је стабилан у стандардном језику. Сонант ј чува се у иницијалној позицији у следећим примерима: јaболка, једанaес, јeсeња, јел’; у медијалној позицији: девoјке, мал’aјка, змѝја, ајдỳк; у финалној позицији: тeј ћ’овeк, трфoј. Чување сонанта ј између два вокала е: нeје; између вокала и и а: тѝја су умрeл’и, авл’ѝја, Гевгел’ѝја. У облику јeктар јавља се протетички сугласник ј у иницијалној позицији, где је учврстио своје место и постао лексичка особина наведених речи. Јавља се и губљење сонанта ј у међувокалској позицији, између вокала а и у: oдма те продaу, знaу. Код облика нeму (немају), осим губљења интервокалског ј дошло је и до асимилације и сажимања вокала.
Сонант л, односно његова артикулација у говору Свиничана се разликује у односу на артикулацију у стандардном језику. Нина Судимац у свом истраживању закључује да постоји:
- мекше л’ које се јавља испред вокала предњег реда и вокала а: вoл’им, авл’ѝје, требaл’и, вeл’ике, кол’ѝба, л’eпо, смо бѝл’е ми мл’aде; пaл’ац, гл’aви, јỳл’а, мoгл’а, се удaл’а, пл’атѝли.
- мекше л’ на крају речи: јỳл’, ме манỳл’.
- глас л који има артикулацију сличну оној у стандардном језику, испред вокала задњег реда: лoш, пoклон.

Уочена мекоћа сонанта л је таква да се овај глас изговара тврђе од његовог пара љ, али и знатно мекше него што је његова природа у стандардном језику. Такође, бележи се постојање и секундарног л: суђ’eлнице; гусeлница.
Алвеоларни сонант н нема измењену артикулацију и јавља се у свим позицијама у речи: нeсам, недeла, пaднем, ч’ервенa, инфaркт, ч’ѝнем, ч’ервeн. Јавља се супституција н сугласником р: панталoре; сугласником њ: њoш’ња.
Артикулација сонанта љ је померена у односу на стандардни српски језик, у одређеним примерима, тако да се чује изговор обеју компоненти л и ј: ж’умбoлја; полјопрѝвреда. Сонант љ без измена: кoље, кицeље, фрљам ж’ѝто. Супституција меког сонанта љ тврдим сонантом л врло је честа у овом говору: полопрѝвреда, Босѝлка, недeла.
Сонант њ није претрпео промене у погледу артикулације: свињa, свињỳ, бокaњћ’е, њoш’ња, пролeтњак, ш’трењка. Јавља се супституција сугласника њ сугласником н: сỳкна.
Сонант р се изговара као у стандардном језику и налази се у свим позицијама у речи. Иницијална позиција: рђ’ав, рỳћ’ни рaд-; медијална позиција: кукурỳs, ч’етѝри, сетeнбра, здрaва, прaска, винoград, први; финална позиција: мeтер, пeнђ’ер. Јављљ се супституција сугласника р сугласником л у примеру јел уместо јер.
Код сонанта в артикулација је иста као и у стандардном језику, али се јавља и полусонант в, глас прелазног типа који је ближи сонанту в него вокалу у, њега Миле Томић описује као неку врсту лабијалног в (w):  праwо српски, дewка, сакow. Сонант в се јавља у свим позицијама речи, иницијално: вoда, винoград, (сам) видeла, (у) вoјску; медијално: oвца, звoни, покривaћ’, први, авлѝја, дoвде, Г’евг’ел’ѝја, у Свинѝцу, свѝ; финално: сỳв, примитoв нaрод. Присутно је губљење суглансика в у медијалној позицији: oде (oвде), прaили (правѝли). Група хв- је упрошћена, где је дошло до једначења в према фрикативном х, а потом до губљења овог консонанта: хвaла > фaла.
Губљење сугласника д из говорног ланца у кардиналним бројевима јавља се у свиничком говору: двaес и двe гoдине. Ова појава се бележи и у банатским говорима шумадијско-војвођанског дијалекта (одлика тамишке зоне) а она се везује за лабавост изговора кардиналних бројева, која отвара врата редукционим променама.
Лексема онда има партикулу к: oндак; партикуле су везане и за прилоге: -ре/-ра: озгoре/озгoра. Код предлога с често је извршена редупликација: сас овỳ, сас унỳцима.
Финално л се чува у изговору Свиничана у радном глаголском придеву (мушки род/једнина) како у пунозначним тако и у модалним глаголима: бѝл’, се ш’етaл’, умрeл’, носѝл’, он је стaл’, му је ж’aл’, имaл’, кoлко сам радѝл’, патѝл’, могaл’, косѝл’, узeл’, науч’ѝл’, донесaл’, правѝл’, кoј купѝл’ месo, oтел; у придевима (гoл’ - у значењу го, без одеће) и именицама (стoл’, вoл’).
Од финалних звучних косонаната забележене су конструкције: от стaро времe, кoт свекрву.

#### Консонантске групе
Неке консонатске групе у свиничком говору су остале неизмењене, док су одређене измењене, а настале су заменом одређеног консонанта, упрошћавањем, односно губљењем одређеног консонантског елемента и уметањем самогласника. Број консонантских група у свиничком говору је знатно мањи у поређењу са њиховим бројем у стандардном језику због упрошћавања ових група. Консонантске групе од два консонанта су најчешће, а њих има највише у средини речи. Мањи је број група од три консонанта, а од четири се врло ретко сусрећу.
- неизмењене консонантске групе:
  - ШК- : ш’кoла
  - СВ- : свињa, свињỳ
  - ЦВ- : цветѝ ж’ѝто[12]
  - ЗР- : зРно
  - ЖЊ- : се ж’њe
  - СТР- : стрỳк
  - ШТ- : ш’тaп
  - ПЧ- : пч’eла
  - МЉ- : земљa
  - ВЦ- : oвца
- измењене консонантске групе настале заменом консонаната:
  - ШК- > Ч’К-: ч’кoла
  - МН > МЛ-: млoго, млoге ствaри
  - ШТ- > ШЋ-: пỳшћа, кршћење
  - СТР- > ШТР-: ш’трењѝка
- измењене консонантске групе настале упрошћавањем:
  - ЧЛ- > Ч- (чловѣк): ч’овeк (ћ’овeк)
  - ДН- > Н-: пaне; јeну сeстру
  - СТ- > С-: финална група ст- обавезно се упрошћава губљењем безвучне плозивне компоненте: петнaес, једанaес, деветнaес, шеснaес, шeс, тринaес гoдине, али и у медијалном положају: бoл’есан.

Облици пỳшћа, кршћење јесу облици у којима је група ст- присутна са фонетском изменом шћ-, а настала је као резултат подновљеног јотовања. Резултати новог јотовања у већини примера подударни су са рефлексима које познаје стандардни српски језик. Јотовање консонантних група јд-, јт- постоји у облицима: дoђ’у, пoђ’у, међутим, забележен је и облик кỳтја. Облици гвoжђе и грoжђе су забележени у неизмењеном облику (резултат новог јотовања).
Постојање косонантске групе ч’р- сведочи о архаичности свиничког говора, за ралику од дијалеката на простору Србије  у којима је чр- > цр-: ч’рн, ч’рнa, ч’ервeн, ч’ервенa. У примерима ч’рн, ч’рнa група ч’р-  садржи вокално р, док у примерима ч’ервeн, ч’ервенa, између африкате ч’  и сонанта р умеће се вокал е, а слоготврно р постаје неслоготворно. Овакво стање је присутно и у карашевским говорима.

## Морфолошке особине
Датив једнине именица женског рода чува стари нагласак е: мама ти краде па све носи девке; сам дал Марије; сам дал мајке. Инструментал једнине се понекад замењује акузативом: идем из лад’ом; из татом; ме удрила овде с виле од железа. Локатив једнине се изгубио: вревим за Марију; држи на руку; живим у Свињицу; сам бил у Оршаиу. Номинатив множине једносложних именица мушког рода има стари наставак -ове, -еве: волове, синове, рогове, плугове, зајмове, крал’еве. Именице женског рода сугласник типа крв, корис (корист), варош мењају се као именице мушког рода.
Осим облика придева -и, -а, -о, -ао појављује се и облик -иен за мушки род: (бел) белиен, (нов) новиен, (млад) младиен; -ана за женски род: белана, нована, младана и -оно за средњи род: белоно, новоно, младоно. Компаратив придева гради се помоћу партикуле по+позитив, а суперлатив са нај+позитив: леп-полеп-нај леп, стар-постар-нај стар.
Енклтички облици личних заменица првог и другог лица у дативу имају старије облике ни, ви (уместо нам, вам) а у акузативу не, ве (уместо нас, вас): ми смо ви казали, да ни појавиш место г’е седимо, ја ве познавам откуда сте ви.
Наставак -м у првом лицу једнине презента проширен је и на глаголе хтети, моћи: от’ем, можем. Будуће време гради се или са помоћним глаголом+презент глагола који се мења: т’е да доде, или са ла+презент глагола који се мења: ла да попеваш.

## Дијалектални текстови
| „                                 | Ја моју ижу кад сам лал да учинем из мојега татом, најпрво сам спремал карамиду. Карамиду сам платил три иладе и пет стотине. И посе та седело мало време. И посе сам си формирал грађу, штогод треба. Дрво смо донесли дома, и та смо спремили. После, ја несам имал право на плац. Туа сам имал јену грәдину, и ја сам мислил ча та је мóје. И ка сам се уватил да радим, мене ме, дошол вегмајстер и ме упәрл, и не ме манул да радим. И сам терал суд три године дана из државом, дока сам добил право да си чинем ижу. И после, прво сам си чинул фундамент од камена. И подрум, и порту сам чинул, све од камена. И посе, обаду на вр там смо чинули од карамиде. И смо лепо метули грађу и смо покрили ис циглом. Имам две форме циглу. Јена страна је врколата, јена је модел из Лугожа. И посе смо ју лепо измалтеришали, и смо ју изварошали, и смо улезли у њу. Јену собу држимо да ни је мало чиста, за нас. Тамо има пофине стваре. У другу собу седимо ми. Та ни кôно и кујна за сәга, зими. А лети имамо другу кујну, тамо на дол. Имам под озгбра. Имам по собе ормање, шифонери, имам астаље, постеље. Отка само сазидали с кармидом озгбра, oна има греде. Има девет греде. И на сваку греду дођу два póга. На крај греде, тамо се жлеби, а на рог се учине јена минечка цәцәна, и се забије у туа дупку. И на вр, па тәка, се зажлеби, се стау. И отка је на реду сви рôгове, после бије лаћеци. И за лаћéци острага се мета лепо цигла и је готoу ствар тамо, озгора. И стране треба да се зачели из карамидом. | ” |
| — Коста Велимировић, 1963. године | |   |

| „                          | Кошулу за лудје ка шијемо на машину, чинемо овако. Узмемо платно, искрбимо напреда предњице, и посе грбину и посе искрбимо платку. Зәшијемо напреда грбину за платку, и посе зәшијемо предњицу за платку. И отка та је зашијенб, тәга је скрбимо рукави и учинемо напреда манџ'éтле на рукави. И посе и зашијемо цели и зафатимо за кошуљу. После скроимо гуљар, лепо га зашијемо, напреда горњи гуљар и посе зашијемо долњи гуљар. И отка је готов гуљар, га зашијемо за кошулу. Отка је кошула готова, цела зашијена, учинемо дупке, зафатимо бумбове и ју испегламо и је готова. Код нас се носу жене у кошуле. Има на кошуле катренце, има оплећка. Има јене кошуле што се мету под овеја кошуле, што се нóсу озгора. Теја се опашу ис паса, и се лепо мету кошуле. Овéја горње, што су лепе, навежене, се мету напреда у кошуле и посе се мета оплећка. С облаће, и на оплећку се мету катренце. И посе жене старе носе конч. Се лепо оплету два моца о кике, и се завија о страга у ћафу, на главу. И сe мета једән точак, тәка, учињет од крпе. Се лепо задене из армоље и посе се мета једна крпа. Лепо се завије да је та све равно и се мета озгора крпа о свиле, и се жена обради. И на ноге се мета черапе и ципеле и пође да се шете. Лудје се носу у костум и гаће. Иму гаће, лепе гаће, оплећене из чипке и чињети и на гаће, и на кошуле, на гуљар, вежене на груди. Иму браци пак вежени на рукави. Човек се опаше из паса. Си узме гáће и кошулу и си узме лајбер из вига, навежени из мониста и свилом. И на главу си мета шәшир. На ноге си мета опинци од свиње и обљала заврзани из обрвци. И си мета лепо један цвет на шәшир и пође да се шета. | ” |
| — Цвета Илић, 1963. године | |   |